# Šmu'el Dajan
Šmu'el Dajan (hebrejsky שמואל דיין‎, 8. srpna 1891 – 11. srpna 1968) byl sionistický aktivista během období britské mandátní Palestiny a izraelský politik a poslanec Knesetu za stranu Mapaj.

## Biografie
Narodil se ve městě Žaškiv v Ruském impériu (dnešní Ukrajina) do chasidské rodiny, jako chlapec se přidal k sionistickému hnutí a v roce 1908 emigroval do Palestiny, která v té době byla pod Osmanskou říší. Pracoval v zemědělství v osadách Petach Tikva, Rechovot, Javne'el a Kineret, a to až do roku 1911, kdy začal být aktivní ve Straně mladých pracujících. Byl jedním z prvních osadníku v prvním kibucu Deganja Alef, odkud však odešel a v roce 1921 pomáhal zakládat první mošav Nahalal. Jako jeden z vůdců rodícího se mošavnického hnutí podnikl jakožto sionistický emisar několik cest do Spojených států a Polska.
V roce 1949 byl v prvních izraelských parlamentních volbách zvolen poslancem za stranu Mapaj a během funkčního období prvního Knesetu byl místopředsedou Knesetu. Poslancem byl i v dalších dvou následujících funkčních obdobích až do roku 1955.
Se svou manželkou Deborou se oženil v roce 1915 a společně měli tři děti, dceru Avivu a syny Mošeho a Corika. Corik zahynul během izraelské války za nezávislost a druhým synem byl Moše Dajan, izraelský generál a státník. Šmu'elova vnučka Ja'el Dajanová byla rovněž poslankyní Knesetu, jako její otec a děda.